# Metka Majer
Metka Majer, slovenska novinarka, * 1985, Maribor.
Metka Majer je že kot študentka novinarstva na Fakulteti za družbene vede v Ljubljani začela sodelovati z RTV Slovenija in bila tam kot novinarka zaposlena več kot 15 let. Najprej je pokrivala zunanjo, kasneje notranjo politiko. Leta 2021 je zapustila RTV Slovenijo in se zaposlila na 24ur, prav tako na področju notranje politike.

### Zasebno
Ima dve sestri, starejša Katja Majer je kiparka, dvojčica Maruša Majer pa igralka.
Njen partner je Matevž Podjed, s katerim imata dva otroka.